# Xoridesopus taihorinus
Xoridesopus taihorinus är en stekelart som först beskrevs av Tohru Uchida 1932.  Xoridesopus taihorinus ingår i släktet Xoridesopus och familjen brokparasitsteklar. Inga underarter finns listade i Catalogue of Life.